# 长脊筋盾形提灯虫
长脊筋盾形提灯虫（学名：Lychnaspis longissima）为穿盾虫科盾形提灯虫属的动物。分布于大西洋、马尔加什、孟加拉湾、索马里沿海、苏门答腊、菲律宾、俾斯麦群岛以及中国东海等海域。